# Nam Ninh Hòa
Nam Ninh Hòa là một xã thuộc tỉnh Khánh Hòa, Việt Nam.

## Lịch sử
Ngày 16 tháng 6 năm 2025, Ủy ban Thường vụ Quốc hội ban hành Nghị quyết số 1667/NQ-UBTVQH15 về việc sắp xếp các đơn vị hành chính cấp xã của tỉnh Khánh Hòa năm 2025 (có hiệu lực từ ngày 16 tháng 6 năm 2025). Trong đó, hợp nhất các xã Ninh Lộc, Ninh Ích, Ninh Hưng và Ninh Tân thành xã Nam Ninh Hòa.

## Địa lý
Xã Nam Ninh Hòa có ranh giới với các xã, phường:
- Phía Bắc giáp các xã Hòa Thắng, Tân Định và Tây Ninh Hòa
- Phía Nam giáp các xã Diên Lâm, Diên Điền và phường Bắc Nha Trang
- Phía Tây giáp xã Bắc Khánh Vĩnh

Xã có diện tích 201,43 km², dân số năm 2025 là 31.293 người, mật độ dân số đạt 155 người/km².